# قديس شفيع حسب البلد

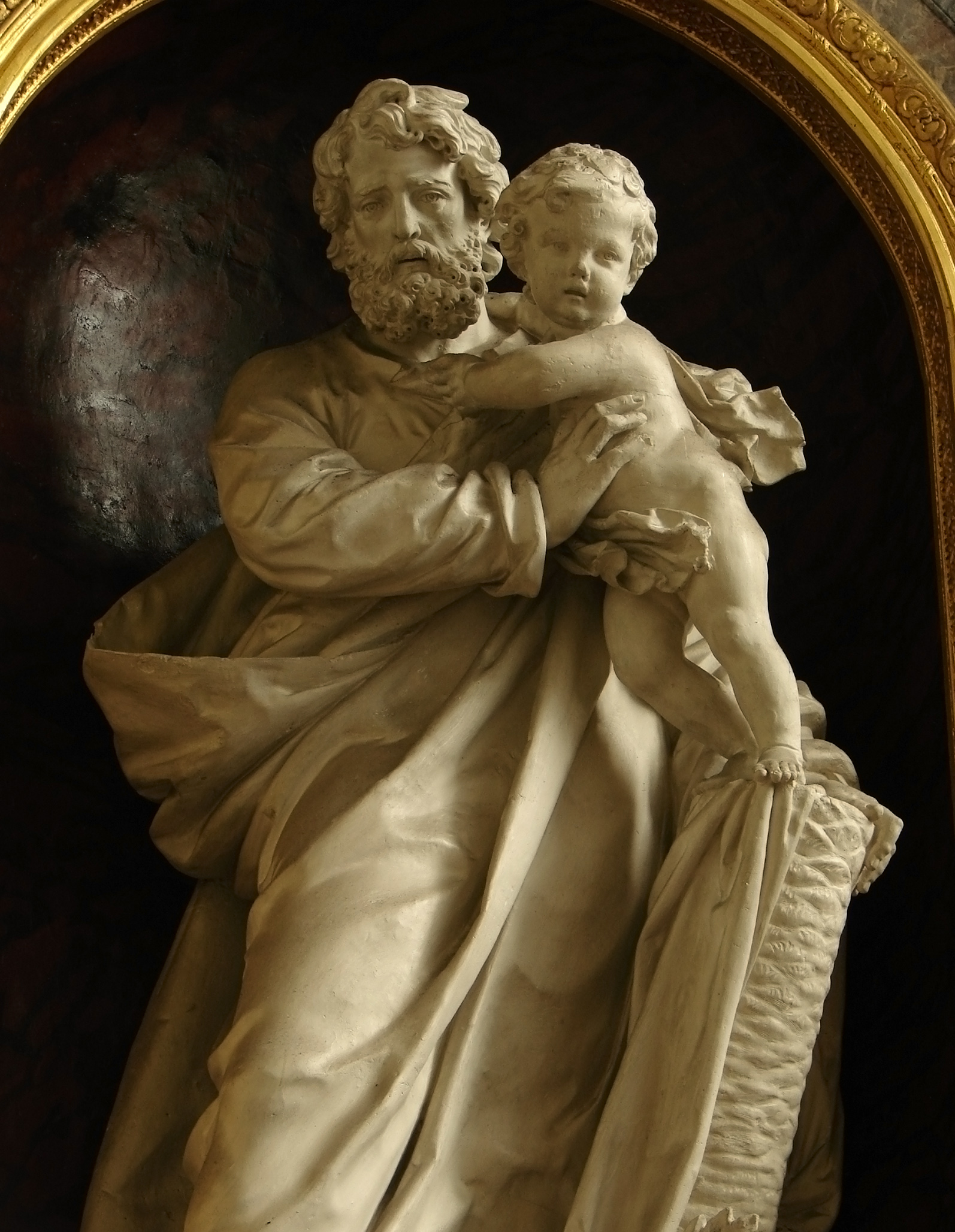
يوسف النجار شفيع الكنيسة المسيحية العالميّة.

تظهر القائمة مجموعة من القديسيون الذي تم اتخاذهم رعاة أو شفعاء من قبل الأمم المسيحية لقارات ودول أو أقاليم أو مدن مختلفة. القائمة تستعرض بعض أسماء من القديسين رعاة لدول أو مناطق أو مدن مختلفة.

## أقاليم

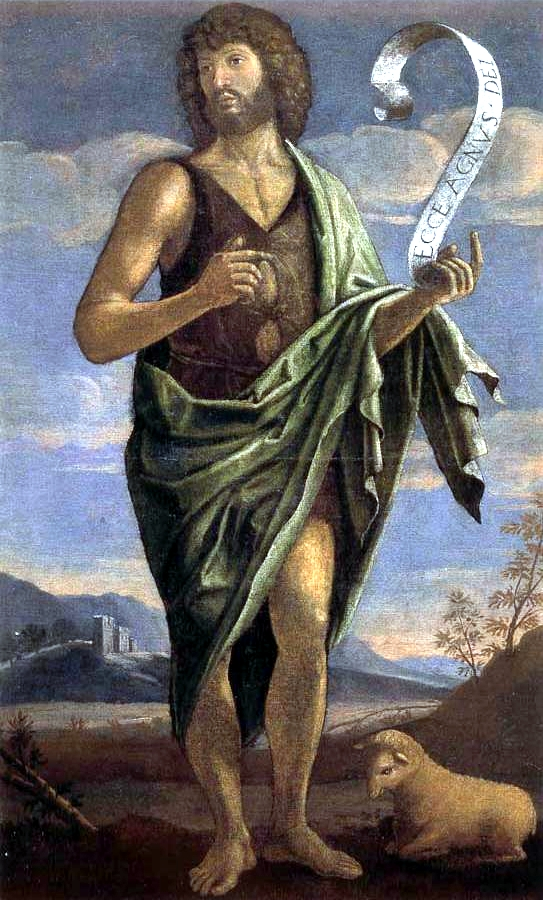
يوحنا المعمدان راعي و.

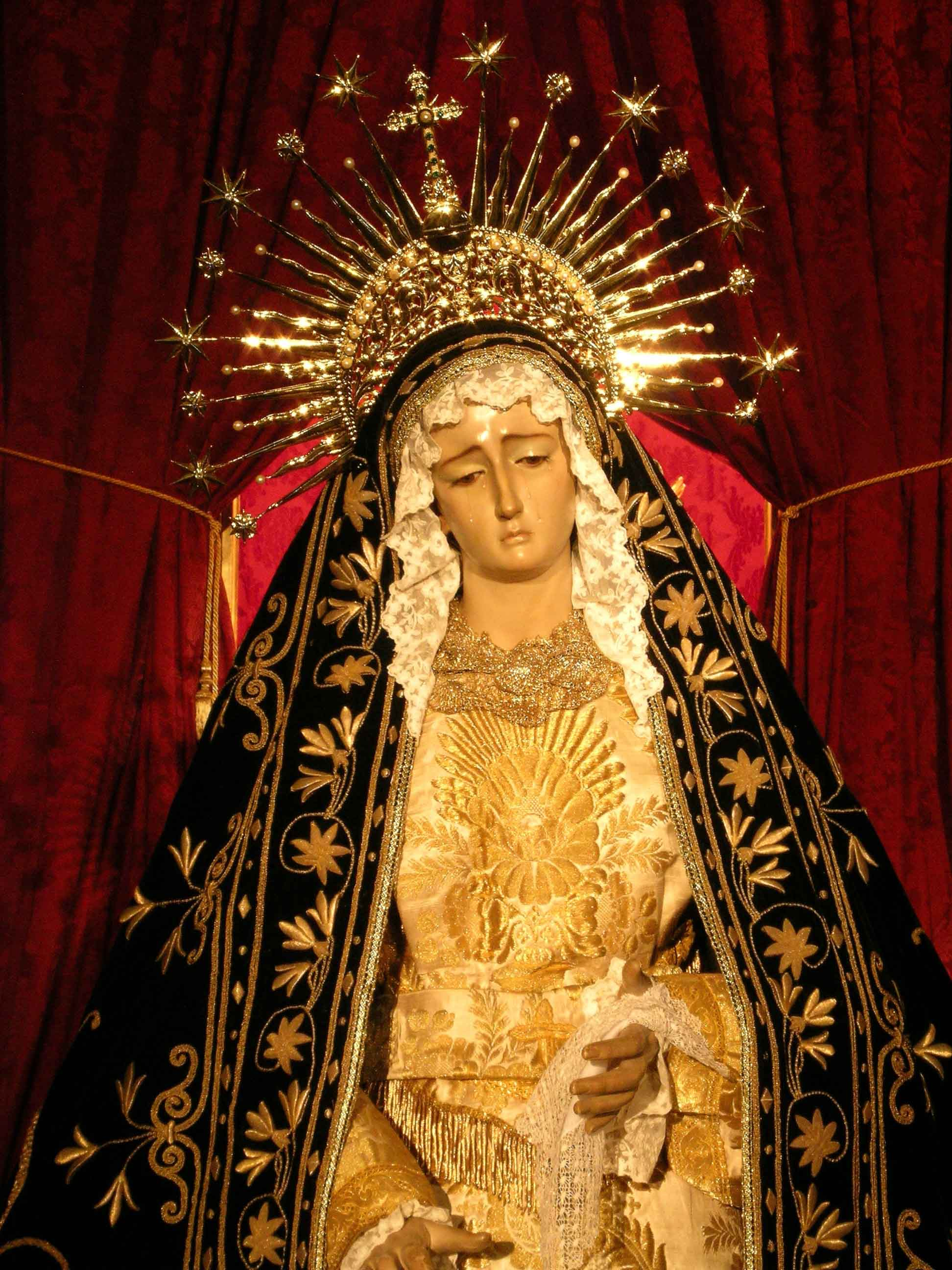
مريم العذراء سيدة الأوجاع راعية.

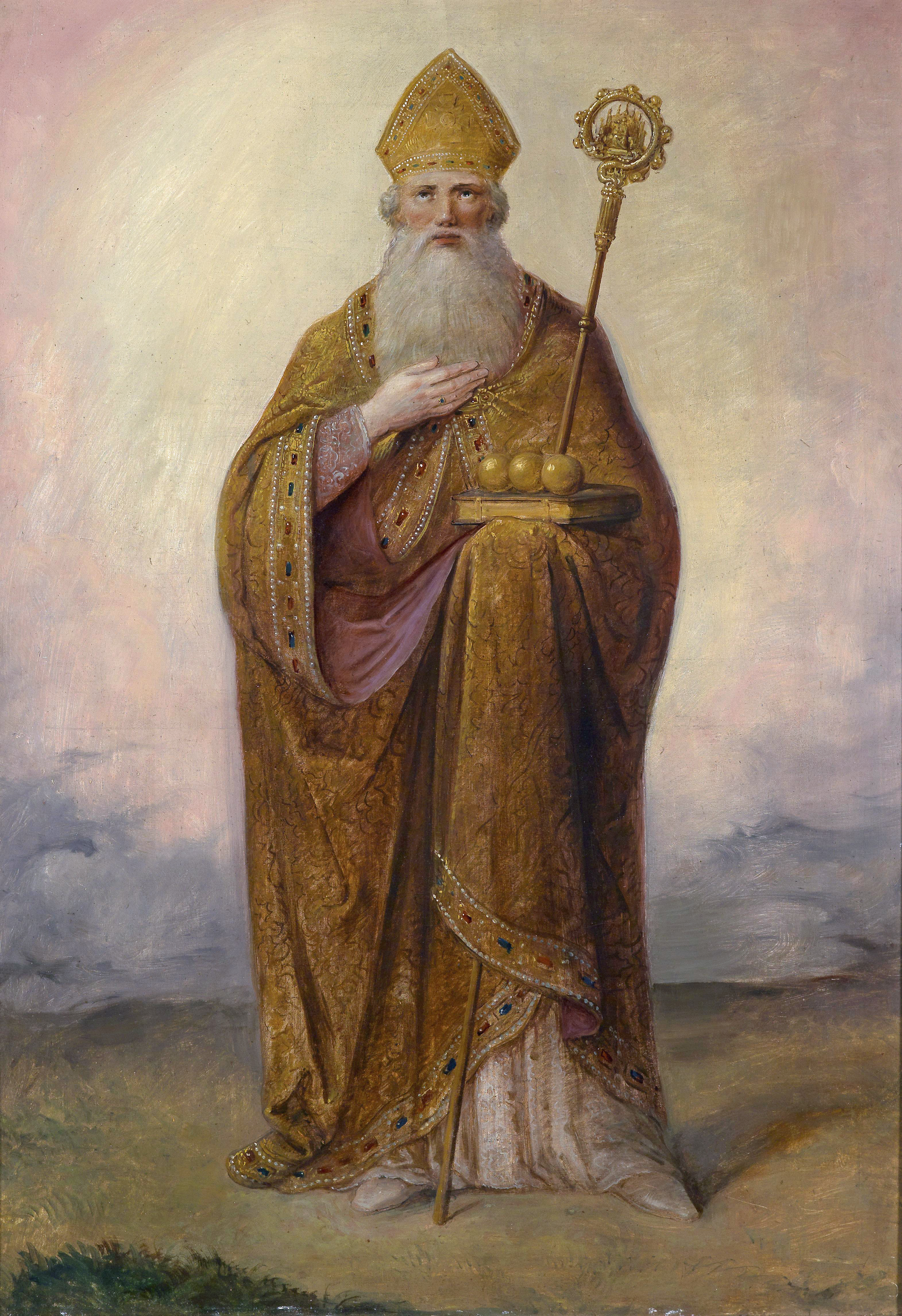
القديس نقولا من ميرا راعي و.

## قارة

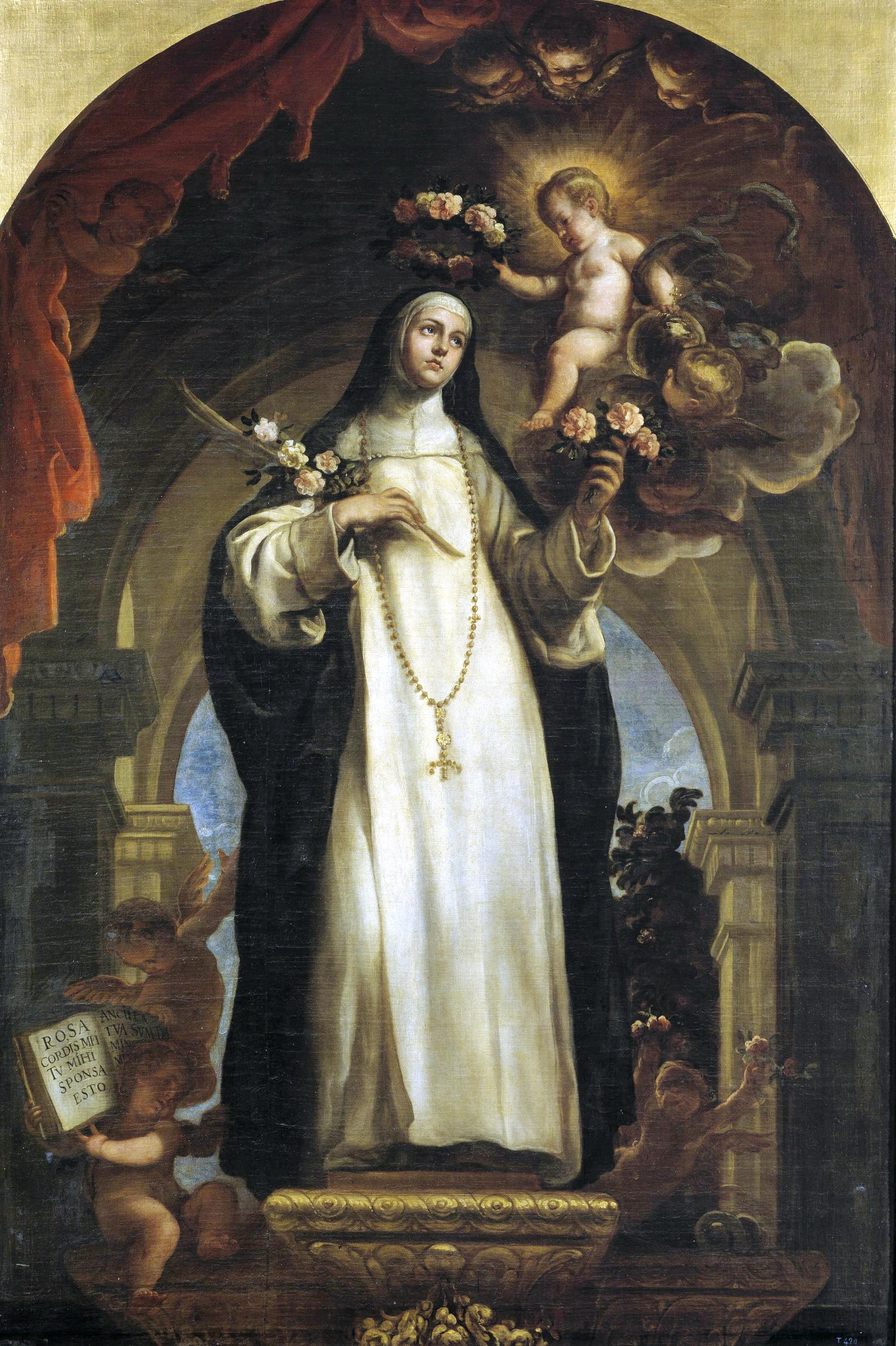
روزا من ليما راعية أمريكا اللاتينية.

| قارة            | قديس شفيع                                                                      | ملاحظة |
| --------------- | ------------------------------------------------------------------------------ | ------ |
| آسيا            | فرنسيس كسفاريوس توما الرسول                                                    |        |
| أفريقيا         | موسى الأسود                                                                    |        |
| الأمريكتين      | القديس يوسف عذراء غوادالوبي                                                    |        |
| أوروبا          | بندكت النيرسي, كيرلس وميثوديوس, بريجيت من السويد, كاترين السينائيّة, إديت شتاين |        |
| أمريكا الجنوبية | روزا من ليما                                                                   |        |
| أوقيانوسيا      | بيتر شانيل                                                                     |        |

## مناطق

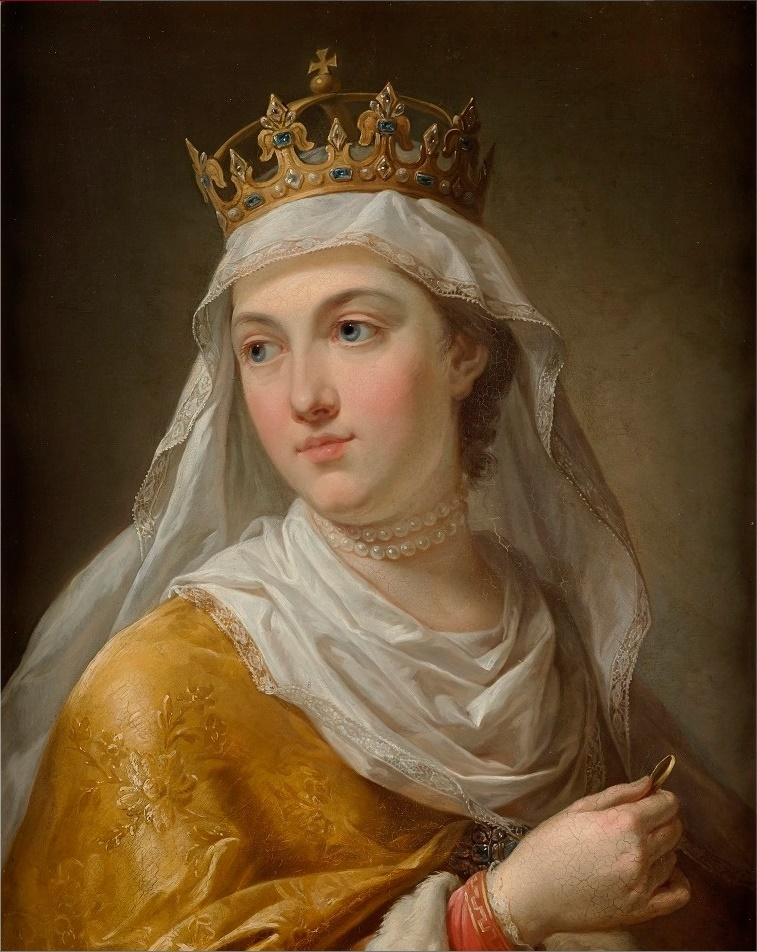
جادويغا ملكة بولندا راعية.

| منطقة                               | قديس شفيع                        |
| ----------------------------------- | -------------------------------- |
| آسيا الصغرى                         | يوحنا بن زبدي                    |
| وسط أفريقيا                         | قلب مريم الطاهر                  |
| شمال أفريقيا (الجزائر، ليبيا، تونس) | قبريانوس القرطاجي                |
| إسكندنافيا                          | أنسغار                           |
| الكاريبي                            | جيرترود الكبيرة غريغوريوس الكبير |
| أمريكا الوسطى                       | بيدرو دي بيتانكور أوسكار روميرو  |
| الاتحاد الأوروبي                    | جادويغا ملكة بولندا              |

## دول

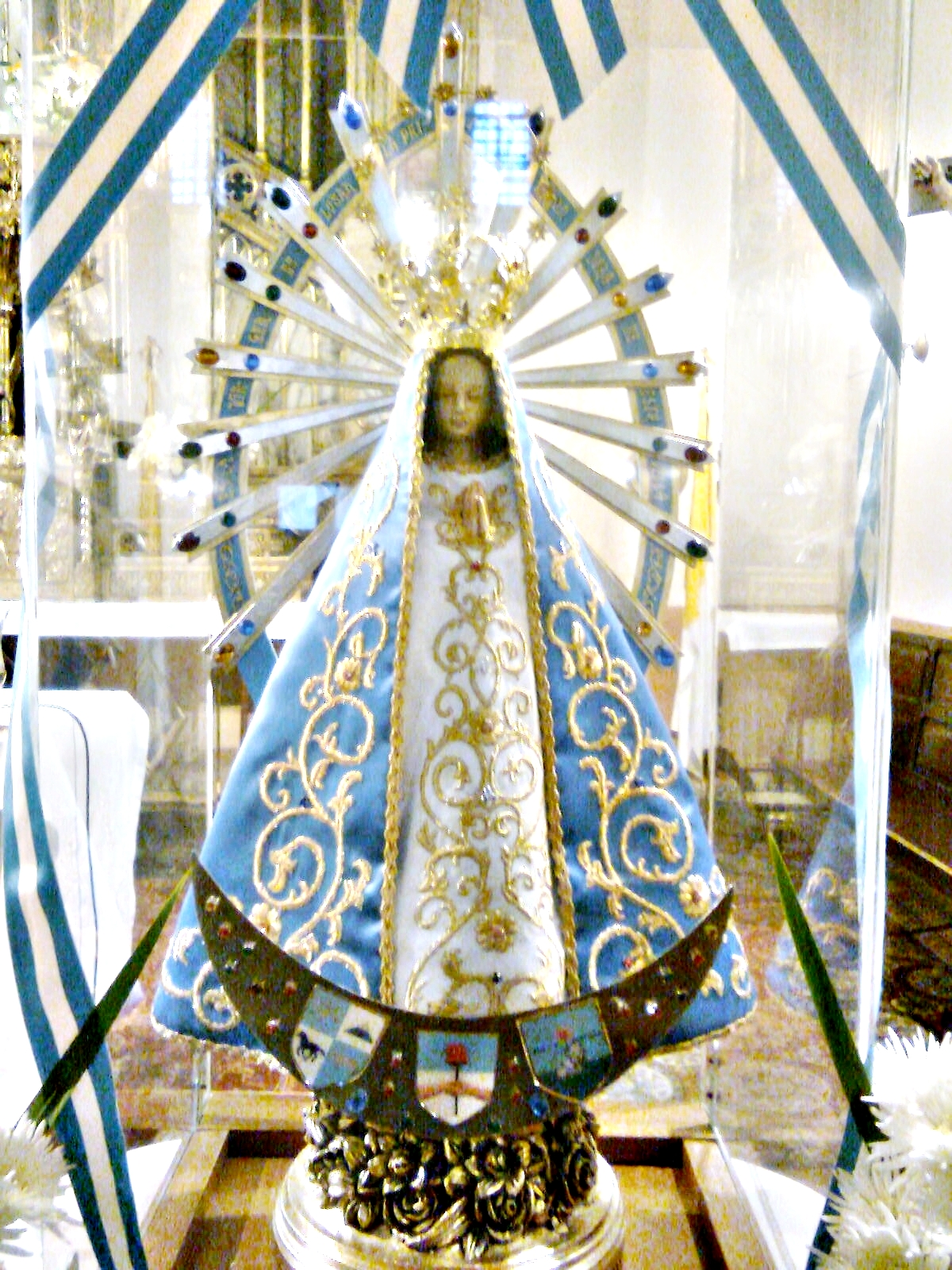
سيدة لوخان راعية.

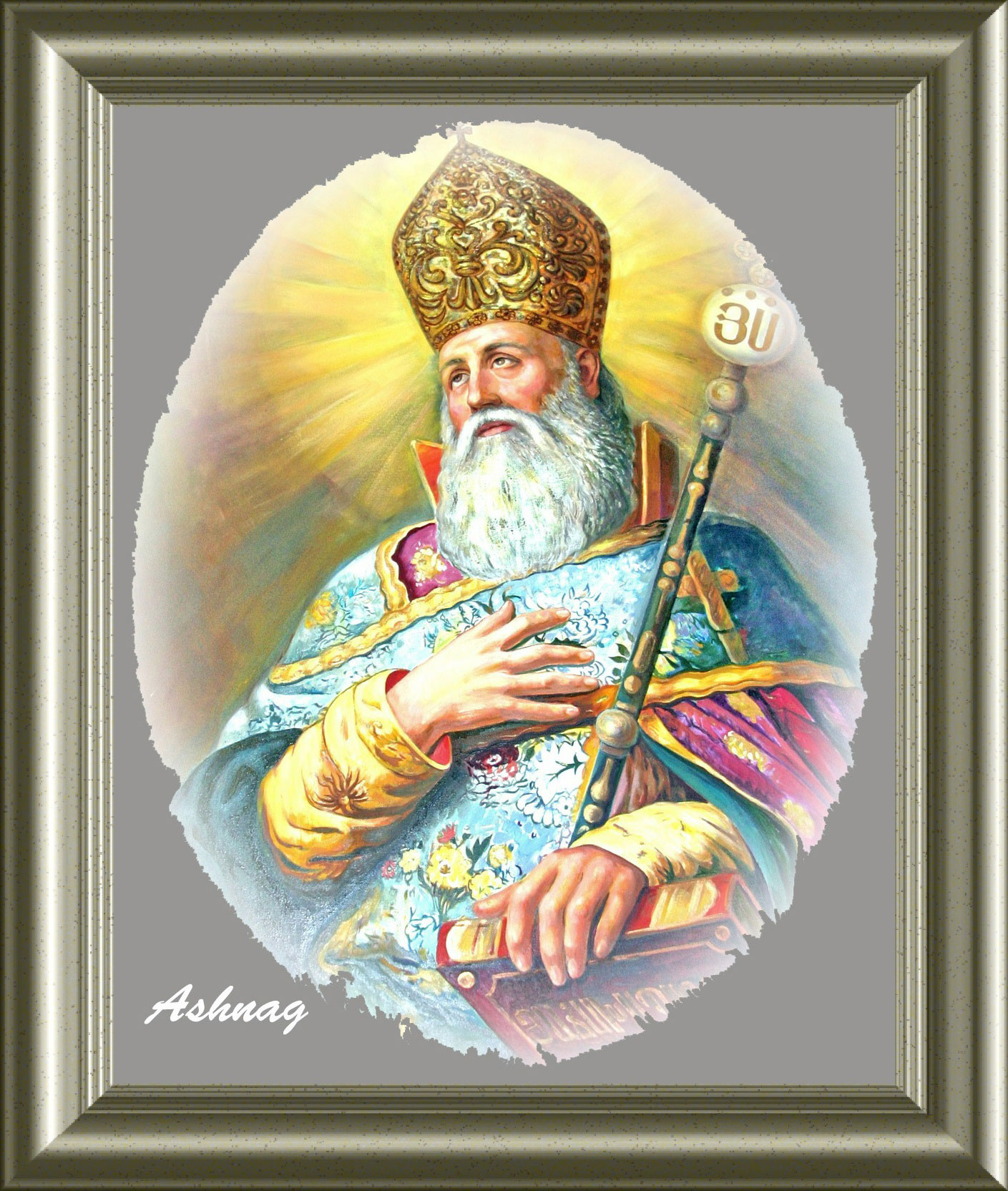
غريغوريوس المنور شفيع.

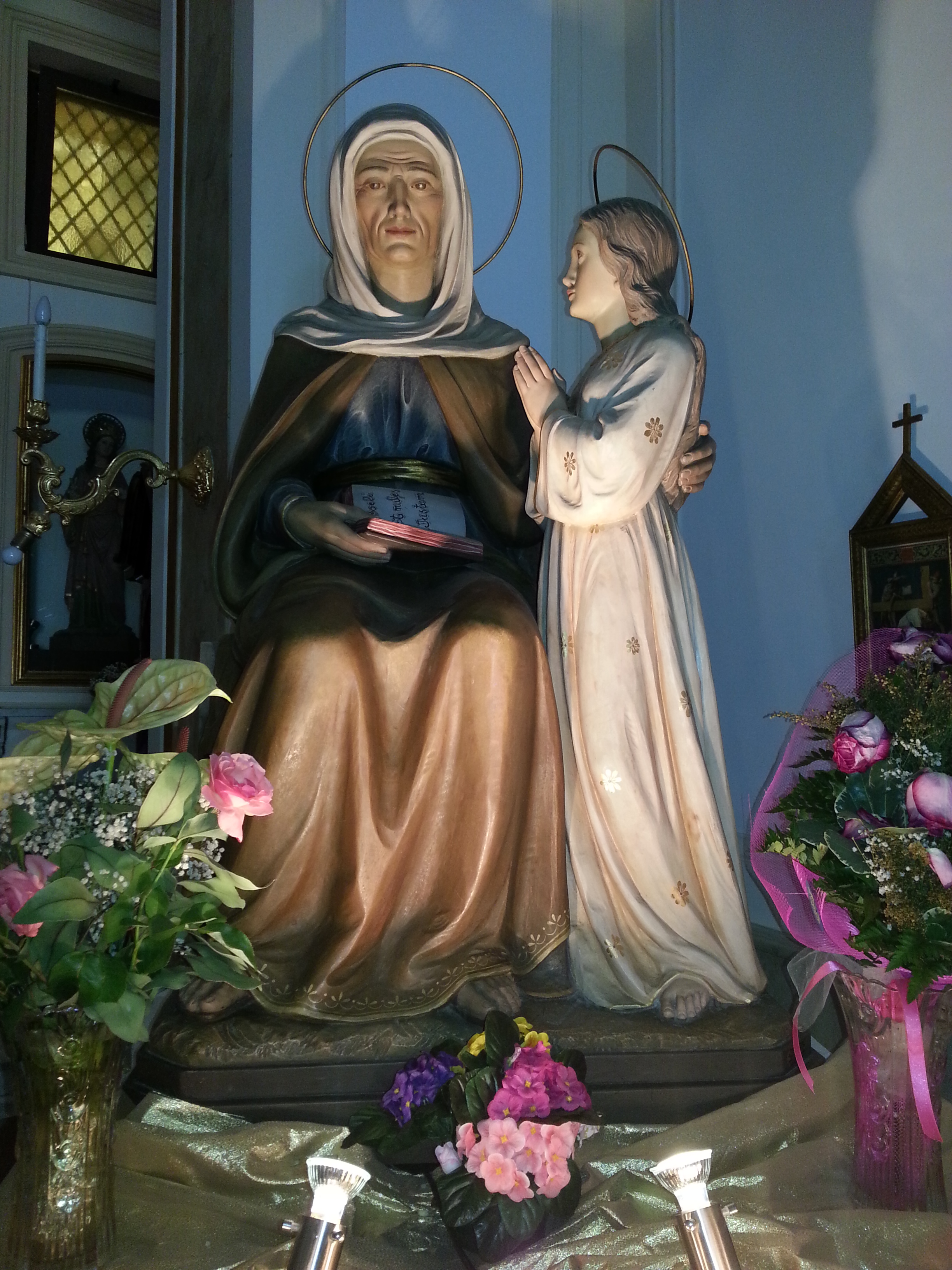
القديسة حنة راعية.

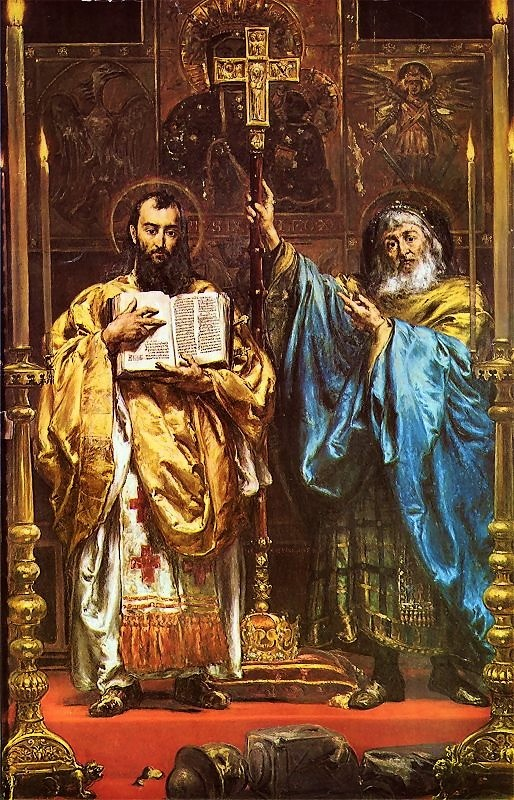
كيرلس وميثوديوس رعاة الشعوب السلافية منها و و.

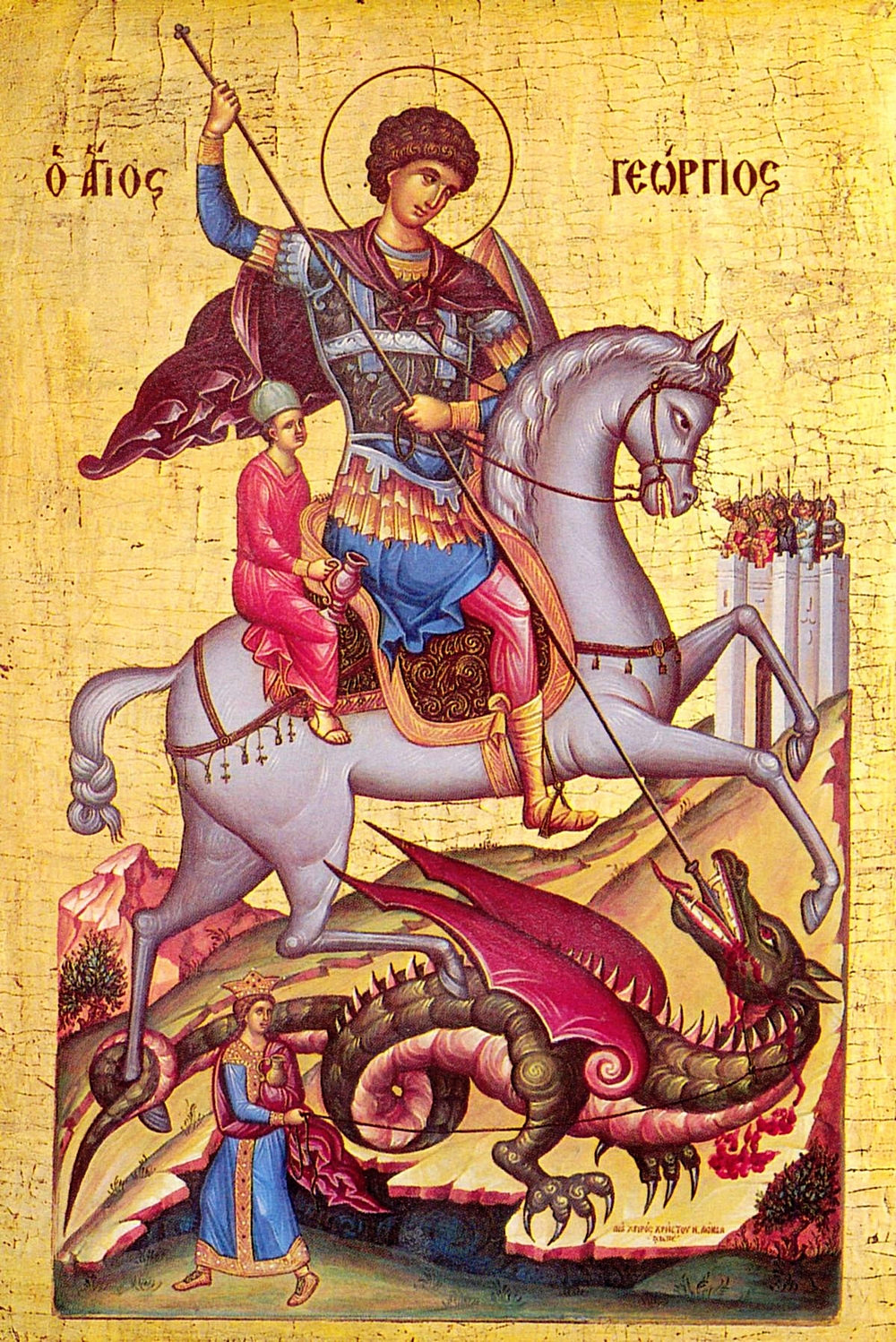
القديس جريس راعي عدة دول منها و و.

جان دارك راعية.

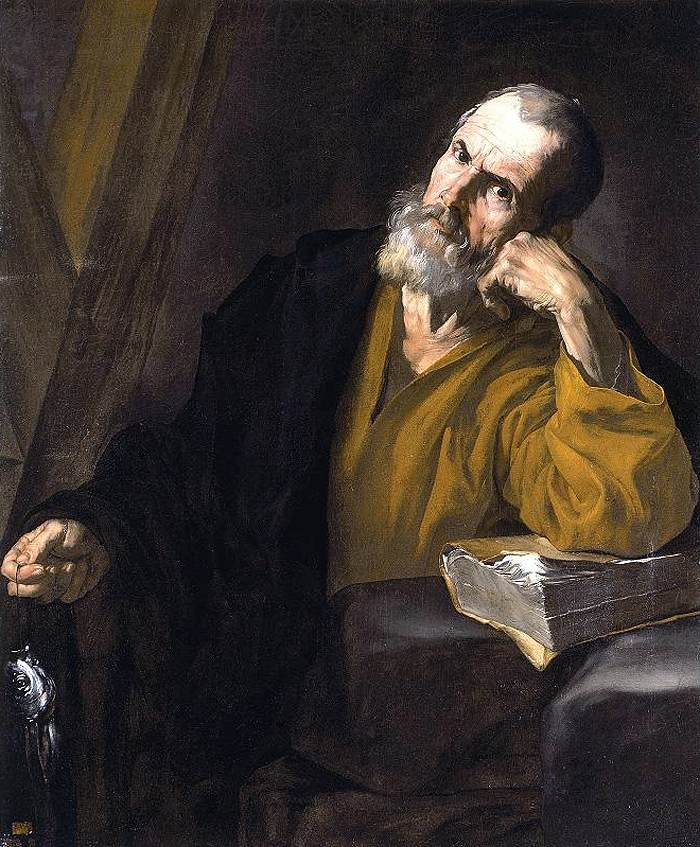
أندراوس راعي و.

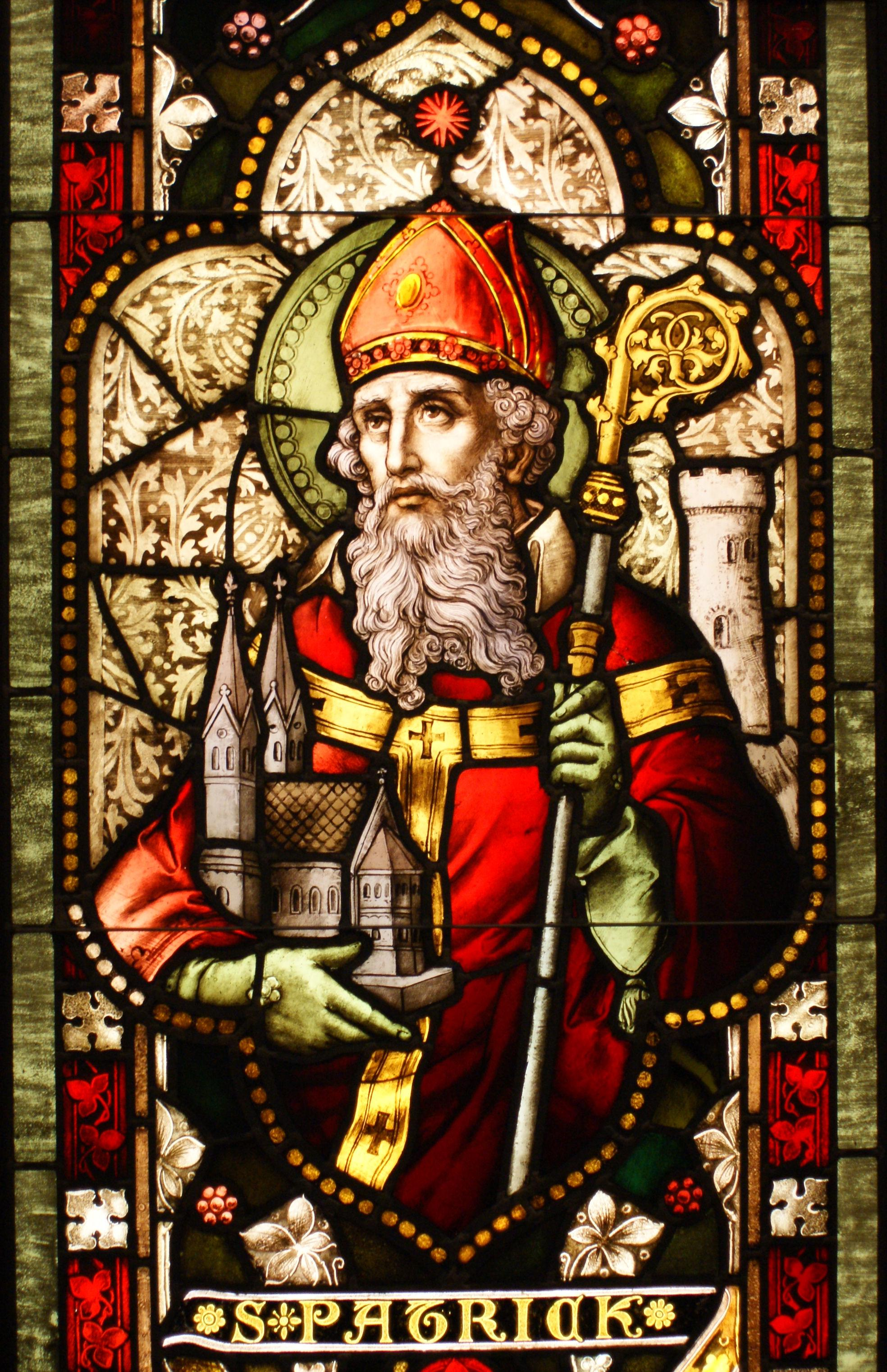
القديس باتريك راعي.

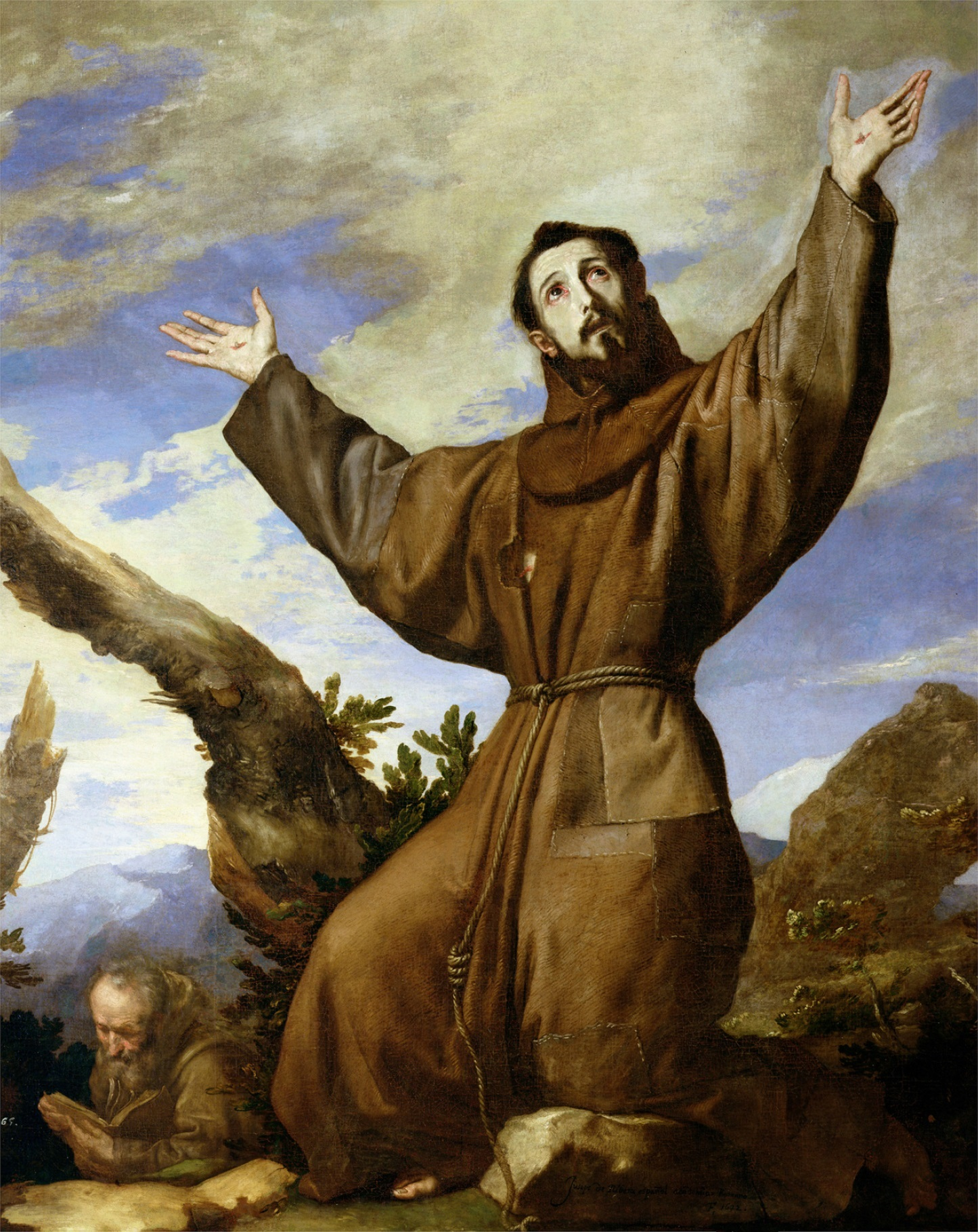
فرنسيس الأسيزي راعي.

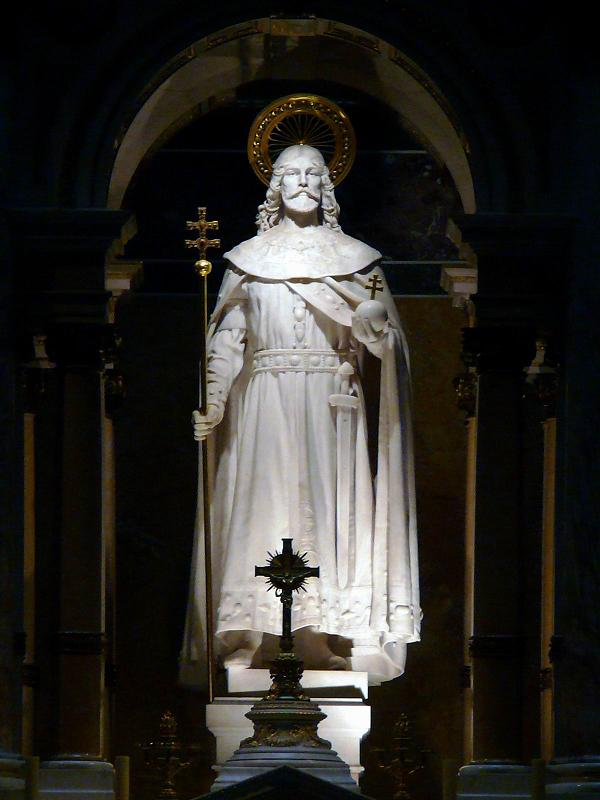
ستيفين الأول ملك المجر راعي.

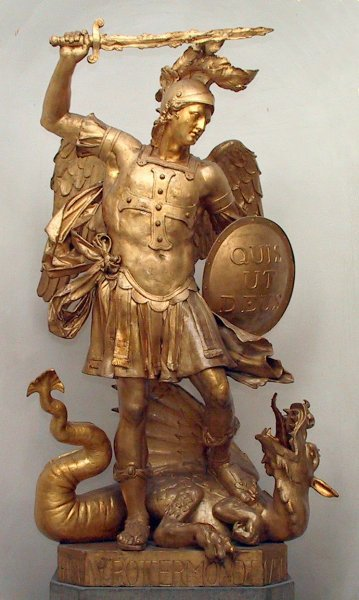
الملاك ميخائيل راعي.

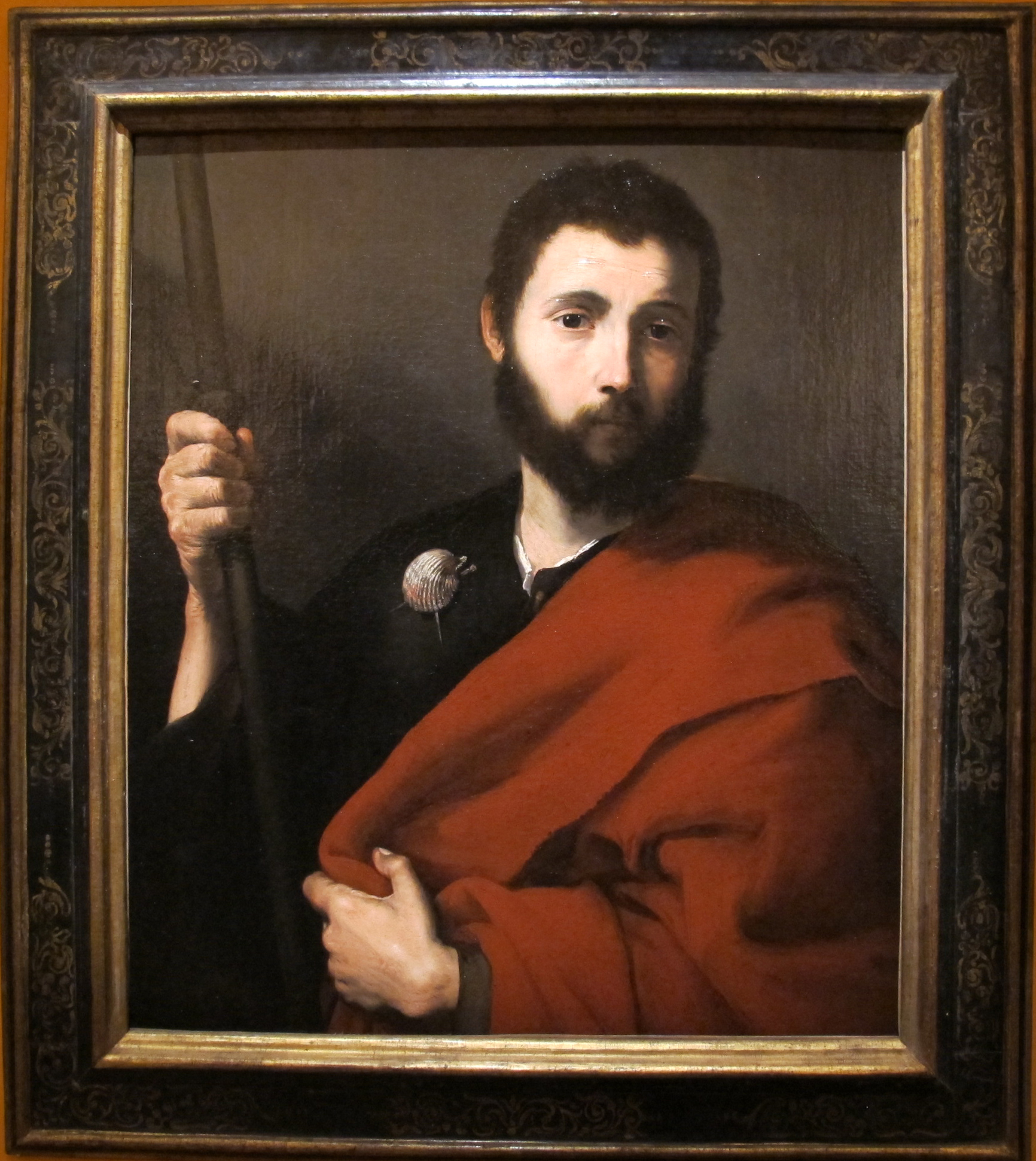
يعقوب بن زبدي راعي و.

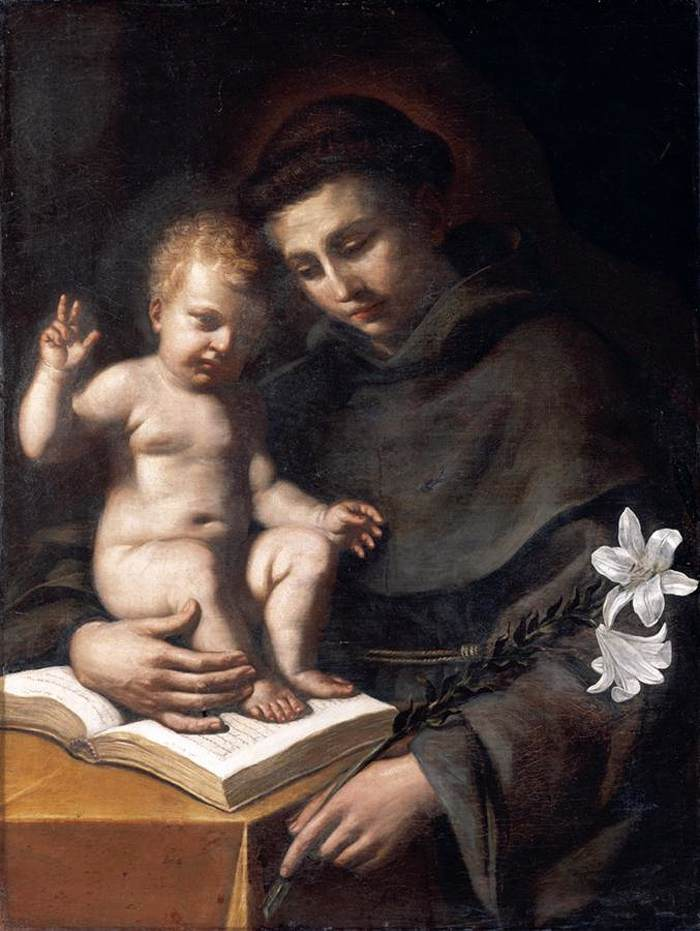
أنطونيو من لشبونة راعي و.

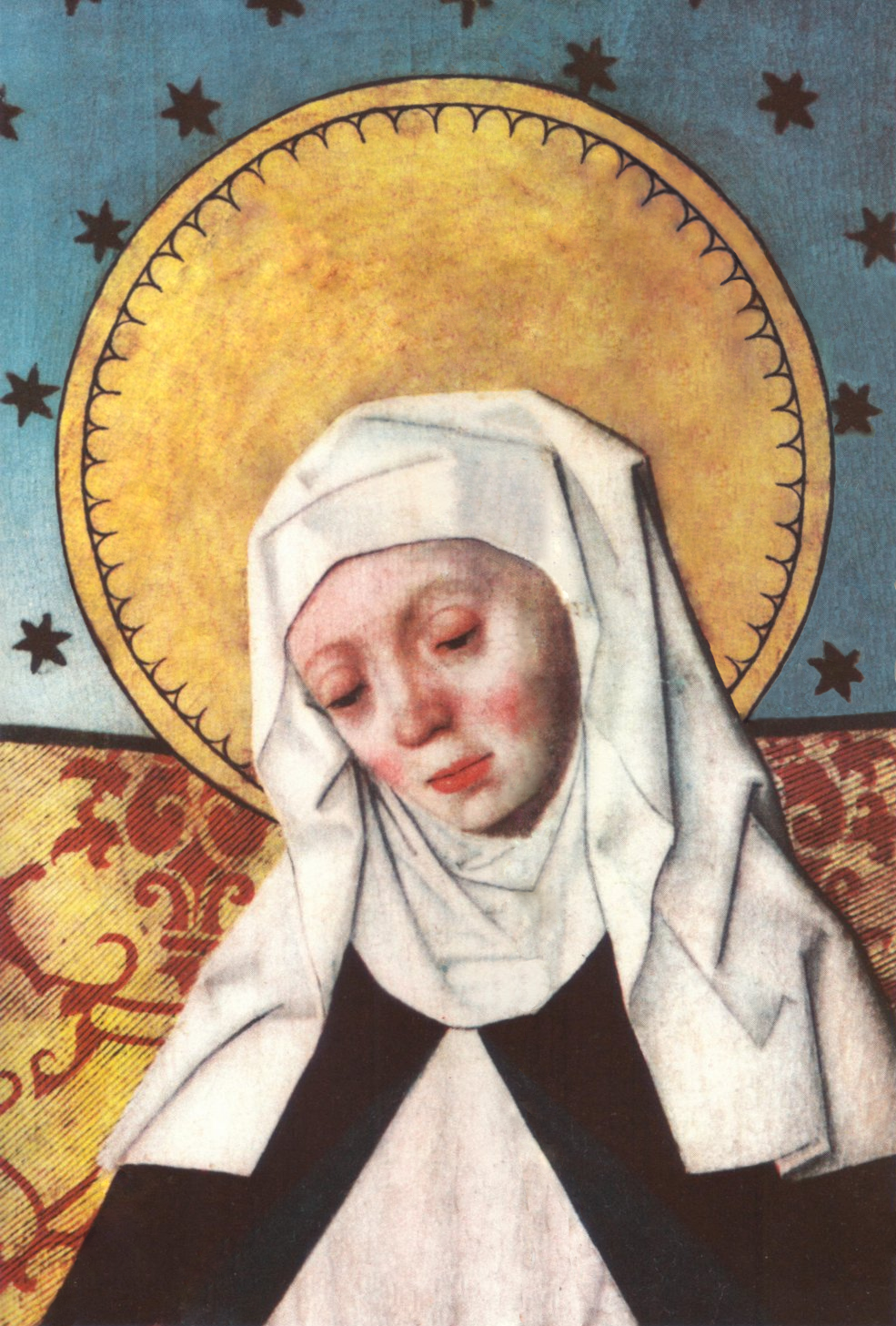
بريجيت من السويد راعية.

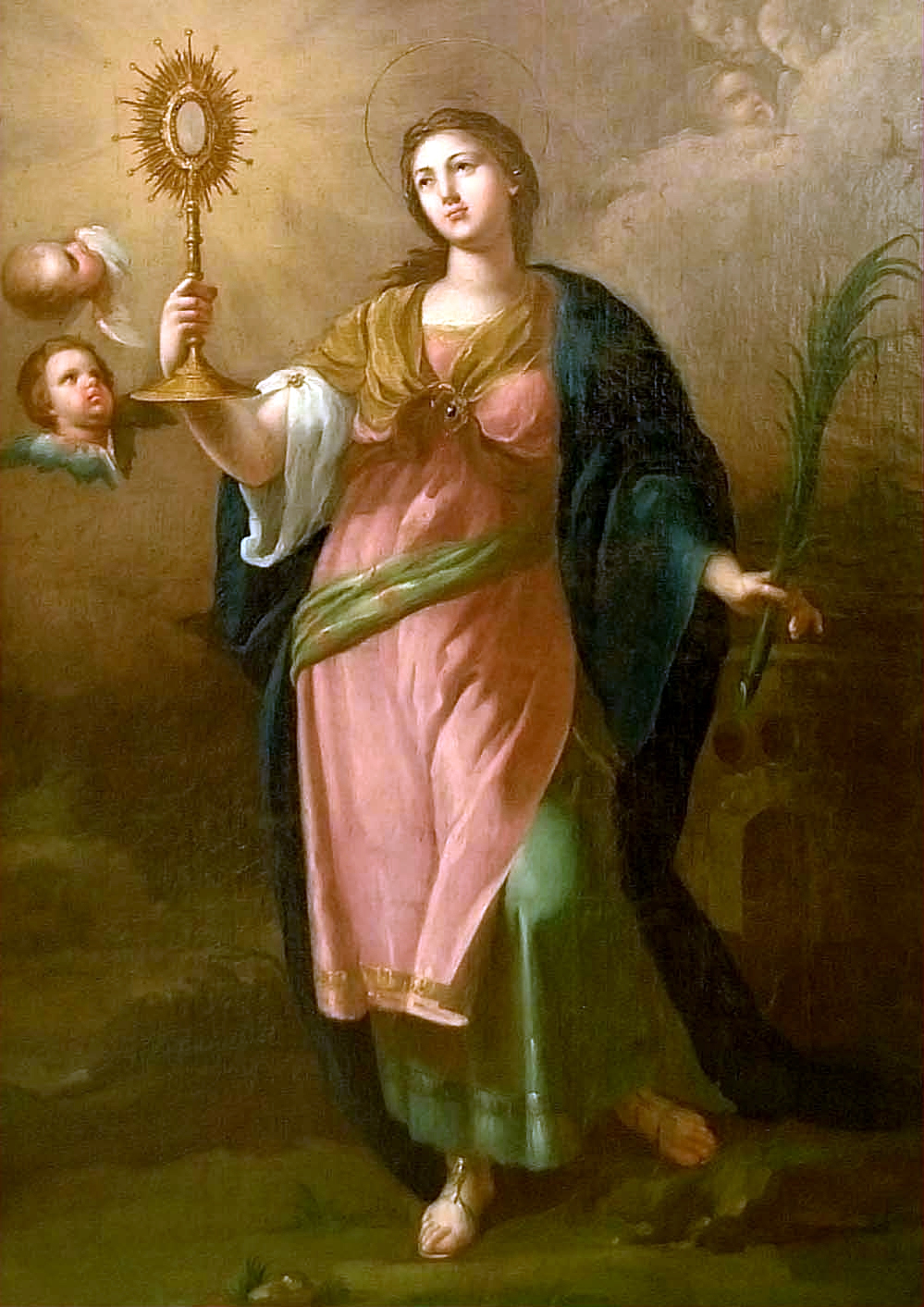
القديسة بربارة راعية و.

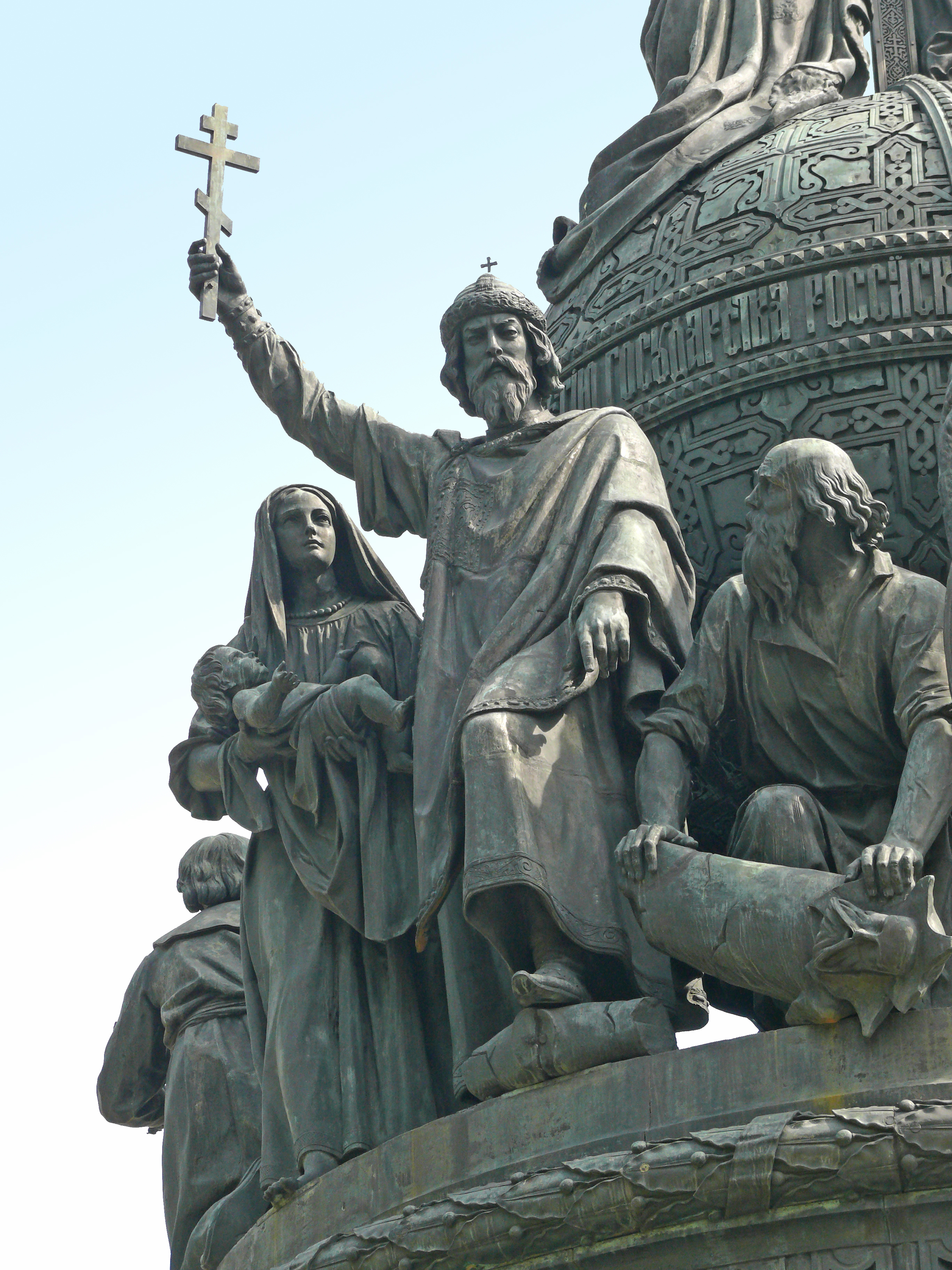
فلاديمير الأول راعي و.

| دولة                        | قديس شفيع | ملاحظة |
| --------------------------- | --- | ------ |
| ألبانيا                     | مريم العذراء |        |
| الجزائر                     | قبريانوس القرطاجي                                                                                                 |        |
| أندورا                      | مريم العذراء |        |
| أنغولا                      | قلب مريم الطاهر                                                                                                   |        |
| الأرجنتين                   | فرانسيس سولانوس لورا فيكوينا مارتن من تورس مريم العذراء (سيدة لوخان)                                              |        |
| أرمينيا                     | غريغوريوس المنور، برثولماوس تداوس                                                                                 |        |
| أستراليا                    | مريم (معونة النصارى)                                                                                              |        |
| النمسا                      | القديس يوسف سانت فلوريان ليوبولد الثالث مارغريف النمسا القديس موريس                                               |        |
| باربادوس                    | القديس أندراوس |        |
| بلجيكا                      | القديس يوسف |        |
| بوليفيا                     | مريم العذراء (سيدة الكناري، و سيدة الكرمل)                                                                        |        |
| البوسنة والهرسك             | إيليا |        |
| البرازيل                    | مريم العذراء (سيدة أباريسيدا) جوزيه دي أنشيتا، أنطونيو من لشبونة                                                  |        |
| بلغاريا                     | كيرلس وميثوديوس جون ريلا                                                                                          |        |
| كندا                        | القديسة حنة القديس يوسف                                                                                           |        |
| تشيلي                       | يعقوب بن زبدي مريم العذراء (سيدة الكرمل)                                                                          |        |
| الصين                       | القديس يوسف فرنسيس كسفاريوس                                                                                       |        |
| كولومبيا                    | لويس برتران بيتر كلافير                                                                                           |        |
| كوستاريكا                   | مريم العذراء |        |
| كرواتيا                     | جيروم كيرلس وميثوديوس القديس يوسف                                                                                 |        |
| كوبا                        | مريم العذراء |        |
| قبرص                        | برنابا القديس لعازر                                                                                               |        |
| التشيك                      | ادالبرت من براغ جون من نيبوموك يسوع طفل براغ كيرلس وميثوديوس بروكوبيوس سيغيسموند فاتسلاف فيتوس                    |        |
| جمهورية الكونغو الديمقراطية | مريم العذراء (الحبل بلا دنس)                                                                                      |        |
| الدنمارك                    | أسنغار كانوت الرابع من الدنمارك                                                                                   |        |
| جمهورية الدومينيكان         | القديس دومينيك |        |
| الإكوادور                   | مريم العذراء |        |
| مصر                         | مرقس |        |
| السلفادور                   | مريم العذراء |        |
| غينيا الاستوائية            | مريم العذراء (الحبل بلا دنس)                                                                                      |        |
| إثيوبيا                     | جرجس |        |
| فنلندا                      | الأسقف هنريك |        |
| فرنسا                       | دينيس لويس التاسع جان دارك تيريز الطفل يسوع                                                                       |        |
| جورجيا                      | القديس جرجس القديسة نينو                                                                                          |        |
| ألمانيا                     | رئيس الملائكة ميخائيل                                                                                             |        |
| اليونان                     | القديس جرجس القديس أندراوس القديس نقولا القديس بولس                                                               |        |
| غواتيمالا                   | مريم العذراء (سيدة الوردية)، بيدرو دي بيتانكور، يعقوب بن زبدي                                                     |        |
| هايتي                       | مريم العذراء |        |
| هندوراس                     | مريم العذراء |        |
| المجر                       | مريم العذراء إسطفان الأول ملك المجر إليزابيث المجرية. أدالبرت البراغي استريك إمريك المجري كيريل جيرارد التشونادي  |        |
| أيسلندا                     | أسنغار |        |
| الهند                       | توما فرنسيس كسفاريوس مريم العذراء (انتقال العذراء)                                                                |        |
| إندونيسيا                   | توما فرنسيس كسفاريوس                                                                                              |        |
| إيران                       | متياس |        |
| جمهورية أيرلندا             | القديس باتريك كولومبا، القديسة بريدجيت                                                                            |        |
| إيطاليا                     | كاترين السينائيّة فرنسيس الأسيزي                                                                                   |        |
| اليابان                     | بطرس المعمدان، القديس يوسف                                                                                        |        |
| الأردن                      | يوحنا المعمدان |        |
| كوريا الشمالية              | مريم العذراء |        |
| كوريا الجنوبية              | القديس يوسف، مريم العذراء (الحبل بلا دنس)                                                                         |        |
| لبنان                       | مريم العذراء (سيدة لبنان) القديسة بربارة القديس مار شربل                                                          |        |
| ليسوتو                      | مريم العذراء |        |
| ليتوانيا                    | كازيمير جرجس كينغا من بولندا                                                                                      |        |
| لوكسمبورغ                   | ويليبروورد |        |
| جمهورية مقدونيا             | كليمنت من أوهريد كيرلس وميثوديوس                                                                                  |        |
| مدغشقر                      | فنسنت دي بول |        |
| مالطا                       | القديس جرجس القديسة أغاثا بيوس الخامس القديس بولس                                                                 |        |
| المغرب                      | أوغسطينوس |        |
| المكسيك                     | مريم العذراء (عذراء غوادالوبي) القديس يوسف                                                                        |        |
| مولدوفا                     | جرجس |        |
| موناكو                      | ديفوتا |        |
| الجبل الأسود                | كيرلس وميثوديوس القديس جريس                                                                                       |        |
| هولندا                      | ويليبروورد |        |
| نيوزيلندا                   | مريم العذراء (معونة النصارى) القديس يوسف                                                                          |        |
| نيكاراغوا                   | يعقوب بن زبدي |        |
| نيجيريا                     | القديس باتريك |        |
| النرويج                     | أولاف الثاني ملك النرويج                                                                                          |        |
| باكستان                     | فرنسيس كسفاريوس                                                                                                   |        |
| فلسطين                      | مريم سيدة فلسطين القديس جرجس                                                                                      |        |
| بابوا غينيا الجديدة         | رئيس الملائكة ميخائيل                                                                                             |        |
| باراغواي                    | مريم العذراء (سيدة لوخان) مارتن من تورس                                                                           |        |
| بيرو                        | روزا من ليما القديس يوسف                                                                                          |        |
| الفلبين                     | لورنزو رويز مريم العذراء (السيدة غوادالوبي والحبل بلا دنس                                                         |        |
| بولندا                      | كازيمير أدلبرت من براغ مريم العذراء (السيدة السوداء من تشيستوكوفا) كينغا من بولندا ستانيسلاوس من كراكوف           |        |
| البرتغال                    | أنطونيو من لشبونة فرنسيس بورجيا الملاك جبرائيل مريم العذراء (سيدة فاطمة والحبل بلا دنس) القديس جرجس يعقوب بن زبدي |        |
| بورتوريكو                   | يوحنا المعمدان |        |
| رومانيا                     | يوحنا من سوسيفا أندراوس                                                                                           |        |
| روسيا                       | مريم العذراء باسيليوس القيصري فلاديمير الأول القديس يوسف القديس جرجس القديس أندراوس                               |        |
| سان مارينو                  | القديس مارينو القديس نقولا                                                                                        |        |
| صربيا                       | القديس سافا اسطفان كيرلس وميثوديوس القديس جرجس                                                                    |        |
| سلوفاكيا                    | كيرلس وميثوديوس مريم العذراء (سيدة الأحزان)                                                                       |        |
| سلوفينيا                    | كيرلس وميثوديوس                                                                                                   |        |
| جزر سليمان                  | الملاك ميخائيل |        |
| جنوب أفريقيا                | مارتين من تورس |        |
| إسبانيا                     | يعقوب بن زبدي (بالإسبانية: Santiago)‏ مريم العذراء (الحبل بلا دنس) تريزا الإفيلية                                  |        |
| سريلانكا                    | القديس لورانس |        |
| السودان                     | جوزفين بخيتة |        |
| السويد                      | بريجيت من السويد إريك التاسع ملك السويد                                                                           |        |
| سويسرا                      | القديس غال نيكولاس من فلو                                                                                         |        |
| سوريا                       | القديسة بربارة |        |
| تنزانيا                     | مريم العذراء (الحبل بلا دنس)                                                                                      |        |
| تونس                        | قبريانوس القرطاجي                                                                                                 |        |
| تركيا                       | يوحنا الإنجيلي |        |
| أوكرانيا                    | أندراوس فلاديمير الأول                                                                                            |        |
| الأوروغواي                  | يعقوب بن حلفى فيلبس                                                                                               |        |
| المملكة المتحدة             | - إنجلترا: القديس جرجس - إسكتلندا: أندراوس - أيرلندا الشمالية: القديس باتريك - ويلز: القديس ديفيد                 |        |
| المملكة المتحدة             | مريم العذراء (الحبل بلا دنس)                                                                                      |        |
| فنزويلا                     | مريم العذراء |        |
| فيتنام                      | القديس يوسف |        |